# Oskar Rothe
Richard Oscar Rothe, auch Oskar Rothe (* 16. April 1854 in Dresden; † 27. Juli 1921 in ebenda), war ein deutscher Porträtmaler und Fotograf.

## Leben und Wirken
Er war der Sohn des Porträtmalers Johann Christian Ferdinand Rothe und dessen Ehefrau Auguste Caroline Rothe geborene Fay. Zunächst eiferte er beruflich seinem Vater als Porträtmaler nach, doch schon bald erkannte er die Bedeutung des neuen Mediums der Fotografie. Von 1879 bis zu seinem Tod 1921 war er als Fotograf in Dresden tätig. Ab 1883 war er Inhaber der Photographischen artistischen Anstalt in Dresden in der Schäferstraße 17 (ab 1892 in Nr. 37). Er fertigte zahlreiche fotografische Aufnahmen meist von Personen, aber auch Natur- und Gebäudeaufnahmen und dokumentierte damit die Lebenswelt in der sächsischen Landeshauptstadt um die Wende vom 19. zum 20. Jahrhundert. Er war u. a. auch an der Internationalen Photographischen Ausstellung in Dresden 1909 beteiligt.